# Lilia Prado
Leticia Lilia Amezcua Prado (Sahuayo, Michoacán, 30 de març de 1928-Ciutat de Mèxic, 22 de maig de 2006), coneguda com Les cames més boniques de Mèxic, sobrenom que va compartir amb les actrius Sonia Furió, Evangelina Elizondo, i Rosita Quintana, va ser una actriu mexicana.

## Infància i inicis
Des de petita va sobresortir per la seva bellesa i simpatia. Amb una prima, va voler des d'un principi escapolir-se de la seva casa per a treballar en un circ, però la mort d'aquesta va truncar els seus plans. També va contemplar ser ballarina. Després de guanyar un concurs de bellesa, va tenir l'oportunitat d'ingressar a la indústria cinematogràfica, primer com a extra a partir de 1940. Després, gràcies al periodista Javier Campos, va ser portada als Estudios Azteca, on estaven filmant en papers principals o de repartiment. Al principi Lilia desitjava que el seu nom artístic fos Sonia, però en veure's impossibilitada, va donar aquest nom a la seva gossa i va prendre el seu segon nom i el cognom de la seva mare. Prado va arribar a participar en més de cent films. Encara que va estudiar a l’INBA com alumna de Celestino Gorostiza, mai va acabar una carrera. Va aprendre cinema fent-ho, amb una gran habilitat per a memoritzar els diàlegs i per a improvisar. Dotada d'una veu suau, d'un talent immens per a recitar i d'una bellesa immaculada, aviat va cridar l'atenció de directors de cinema com Ismael Rodríguez i de l'actor i cantant Pedro Infante. Encara que qui li donés la seva primera oportunitat en donar-li un petit paper va ser Juan Orol, a la pel·lícula Tania, la bella salvaje, protagonitzada per la rumbera cubana Rosa Carmina.
Les seves primeres pel·lícules van ser La barca de oro (el seu debut oficial), dirigida per Joaquín Pardavé, al costat de Pedro Infante i René Cardona; i Ángel o demonio, al costat de María Antonieta Pons, ambas películas del año 1947. Ptotes dues pel·lícules de l'any 1947. Va participar en la cinta estatunidenca Tarzan and the Mermaids en aquest mateix any. També en el mateix any va guanyar el títol Señorita novel de la pantalla. Posteriorment actuaria a Pobre corazón, on va mostrar enorme habilitat per a ballar rumbes mostrant les seves atractives cames. A partir de llavors la seva jove carrera ascendiria de manera sorprenent, convertint-la en una de les actrius més sol·licitades.

## Període amb Luis Buñuel

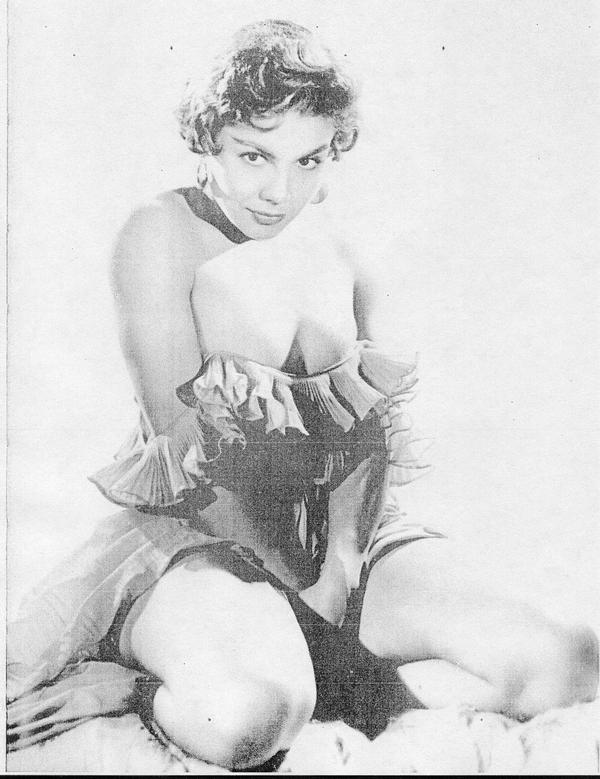
Prado en una fotografia publicitària, c. 1950s.

Després de protagonitzar Confidencias de un ruletero al costat de Resortes el 1949, eon els seus suggeridors balls interessaven més que els acudits del seu company, la seva consolidació com a actriu estel·lar es faria en les pel·lícules Las mujeres de mi general el 1950 i El gavilán pollero el 1951, ambdues al costat de Pedro Infante. Així, el seu gran moment no trigaria a arribar en ser triada pel millor cineasta del cinema mexicà, l'espanyol naturalitzat mexicà Luis Buñuel per protagonitzar Subida al cielo. La seva trobada va néixer gràcies al poeta Manuel Altolaguirre -espòs d'una milionària cubana que produiria la cinta-, qui el va informar de Lilia Prado i li va mostrar una fotografia en la qual portava trenes. El cineasta la va trobar simpàtica i li va enviar un llibret a l'actriu (qui, en aquest moment no sabia d'ell ni del seu geni com a director) que al principi li semblava poca cosa. El film la portaria a acompanyar l'aragonès al Festival de Canes per haver guanyat el Premi especial de la crítica internacional a la millor pel·lícula d'avantguarda el 1952, i que acumularia un total de 17 premis internacionals. Allí mateix seria nomenada "Miss Simpatia". L'esmentat film va adquirir fama per l'escena en què Lilia puja a un camió mostrant les cuixes; així com per l'escena onírica en què Oliverio (Esteban Márquez) al·lucina amb una dona vestida de núvia que alterna els rostres de la seductora Raquel (Lilia Prado), i de la seva abnegada esposa Albina (Carmelita González).
Buñuel va tornar a treballar amb Lilia al film Abismos de pasión, una adaptació cinematogràfica del director espanyol de la novel·la Cims borrascosos de l'escriptora anglesa Emily Brontë. Aquesta obra, en la qual a pesar que Buñuel va confessar que els actors que li van imposar -Irasema Dilián i Jorge Mistral- eren inadequats, al final la versió reflectia molt millor l'esperit de la novel·la que la feta per Hollywood en 1939 i al pas dels anys el film va guanyar en coherència, en comparació amb la realitzada a Hollywood en 1936. Aquest mateix any, Buñuel va tornar a requerir-la per a protagonitzar La ilusión viaja en tranvía. Aquest film es troba entre les 100 millors pel·lícules del cinema mexicà, constitueix una entranyable cinta sobre la classe obrera de Mèxic de mitjan segle, conservant l'encant que l'ha fet superar l'envelliment inevitable d'altres pel·lícules, amb una Lilia Prado convertida en una bella noieta de barri que tractarà de salvar al seu germà el “Tarrajas” (Fernando Soto “Mantequilla”) i al seu ex-xicot el “Caireles” (Carlos Navarro) que tractaran de retornar un tramvia sense que ningú s'adoni per a no ser denunciats.
Lilia va ser l'única actriu, juntament amb Silvia Pinal, que protagonitzés o coprotagonitzés tres pel·lícules sota la direcció del cineasta; de fet, aquesta última va haver de valer-se del seu matrimoni amb el productor Gustavo Alatriste per a finançar un film en què Buñuel, per agraïment, li atorgués un paper protagonista, el resultat del qual va ser la reeixida Viridiana en 1961, que també va guanyar a Canes.
Arran de la seva participació amb Buñuel, Prado va rebre diverses ofertes de treball tant a Europa com als Estats Units, però la seva negativa d'aprendre anglès va fer que tots els seus films els realitzés a Mèxic, fet del qual digués que no es penedia, però que sens dubte hagués estat interessant per a la seva carrera.

## Com a companya de Pedro Infante
Arran de les seves participacions com a extra en les pel·lícules La barca de oro i Soy charro de Rancho Grande, protagonitzades per Pedro Infante, Lilia Prado va atreure l'atenció del cantant sinaloense. Així, després de la mort qui fora companya i amiga d'Infant, Blanca Estela Pavón, es va buscar una substituta de l'actriu per a formar una nova parella artística. D'aquesta manera Lilia Prado va protagonitzar al costat de l'ídol Las mujeres de mi general (1950), El gavilán pollero (1951), Los gavilanes (1954) i La vida no vale nada (1954). Dos altres projectes que els haurien reunit van quedar truncats per la mort del sinaloenc: El que con niños se acuesta (que acabaria protagonitzant Tin Tan) i Ando volando bajo, que els hagués reunit novament amb Luis Aguilar, i en el qual Pedro Armendáriz va assumir el paper que li hagués correspost a Pedro Infante.

## Vida personal
Va estar molt unida amb les seves germanes Marisa i Guillermina. Es va casar amb el torero Gabriel España, encara que el seu matrimoni només va durar dos mesos, qualificats per Lilia com un malson. Prado diria que en realitat va estar enamorada una sola vegada, molt probablement del pianista i compositor Juan García Esquivel (qui va morir en 2002), però que primer estava la seva carrera i el romanç no va prosperar. Va ser d'altra banda, gran amiga de Pedro Infante -a qui va dir va haver de parar els peus- i de Luis Aguilar. No va tenir fills, no obstant això, en la seva joventut va estar embarassada però una malaltia li va causar un avortament, amb el que va abandonar per sempre la idea de tenir descendència i va decidir consagrar la seva vida a la seva mare, amb qui va demanar compartir l'eternitat i ser sepultada al seu costat. En els últims anys de la seva vida, Lilia Prado va sofrir nombroses pèrdues dels seus sers estimats, ambicionant tornar a la pantalla encara que fora en alguna telenovel·la, projecte que va estar a punt de materialitzar amb Ernesto Alonso per a participar en Amarte es mi pecado.

## Mort
El 22 de maig de 2006, Prado va morir als 78 anys d'edat a causa d'una aturada cardíaca. Fou sebollida al Panteón Jardín ubicat a Ciutat de Mèxic, a la cripta de la seva mare María Luisa Prado.

## Filmografia selecta

### Pel·lícules
- Tania, la bella salvaje (1947)
- Ángel o demonio (1947)
- El reino de los gángsters (1948)
- La sin ventura (1948)
- Han matado a Tongolele (1948)
- Novia a la medida (1949)
- La familia Pérez (1949)
- Confidencias de un ruletero (1949)
- Pobre corazón (1950)
- Las mujeres de mi general (1950)
- Pata de palo (1950)
- Si fuera una cualquiera (1951)
- El gavilán pollero (1951)
- Crimen y castigo (1951)
- Rumba caliente (1952)
- Las tres alegres comadres (1952)
- Las interesadas (1952)
- Subida al cielo (1952)
- Cuarto de hotel (1952)
- Abismos de pasión (1953)
- La ilusión viaja en tranvía (1953)
- Los gavilanes (1954)
- La vida no vale nada (1954)
- Después de la tormenta (1955)
- Talpa (1956)
- La locura del rock'n roll (1957)
- Ladrones de niños (1958)
- Ando volando bajo (1958)
- El que con niños se acuesta (1959)
- Besos de arena (1959)
- Mis secretarias privadas (1959)
- Dicen que soy hombre malo (1960)
- El analfabeto (1960)
- Pueblito (1960)
- Senda prohibida (1961)
- Los cuervos están de luto (1965)
- México de noche (1968)
- La vida inútil de Pito Pérez (1970)
- La inocente (1972)
- El rincón de las vírgenes (1972)
- Fe, esperanza y caridad (1974) .... Al segment 'Esperanza' (infermera)
- La India (1976) .... La Cacariza
- Ratero (1979) .... Paquita
- Emanuelo (1984)
- Adiós lagunilla adiós (1984)
- Las amantes del señor de la noche .... Celina
- La puerta negra (1988)
- Tres veces mojado (1989)

### Telenovel·les
- Las momias de Guanajuato (1962)
- Entre sombras (1967)
- Tiempo de perdón (1968)
- Nosotros los pobres (1973)
- El milagro de vivir (1975)
- La pasión de Isabela (1984)
- Dulce desafío (1988)

### Teatre
- La mujer, el marido y la muerte (1959)
- La prostituta respetuosa (1952)
- Juguete para un matrimonio (1970)

## Premis i reconeixements
- 1957 – Nominació al premi Ariel a la millor actriu per Talpa. Academia Mexicana de Artes y Ciencias Cinematográficas.
- 1971.- Premi a la Millor Actriu Estrangera de 1971. Círculo de Periodistas y Gobierno del Estado. Festival Internacional de Cine de Panamá.
- 1973.- Diosa de Plata a Millor Actriu de Quadre per El rincón de las vírgenes. PECIME, Mèxic.
- 1984.- Homenatge per la seva trajectòria cinematogràfica. Galeria de Appel. Holanda.
- 1999.- Premi Ariel d'Or per la seva carrera cinematogràfica. Academia Mexicana de Artes y Ciencias Cinematográficas